# Love Again (The Kid Laroi)
Love Again is een nummer van de Australische zanger The Kid Laroi uit 2023. Het is de eerste single van zijn debuutalbum The First Time.
"Love Again" gaat over twee geliefden wiens relatie door ruzies een dieptepunt heeft bereikt. Toch proberen ze de liefde tussen elkaar weer terug te vinden. Het nummer leverde The Kid Laroi een hit op in Australië, waar het de 6e positie bereikte. Ook in Europa werd het nummer een hit. In de Nederlandse Top 40 kwam het tot een bescheiden 25e positie, en in de Vlaamse Ultratop 50 haalde het de 42e positie.